# Nesso relativo
Il nesso relativo, detto anche pseudorelativo o relativo apparente, è una struttura sintattica tipica della lingua latina, in cui un pronome relativo è posto all'inizio di un periodo, senza che introduca una proposizione subordinata: serve dunque a legare il periodo a quello precedente.
È equivalente alle forme composte da una congiunzione (et, sed, ecc.) e da un pronome (hic, haec, hoc oppure is, ea, id).

## Espressioni tipiche e traduzione
Il nesso relativo si traduce tradizionalmente "scomponendo" il pronome relativo in due elementi:
- una congiunzione coordinante ("e", "ma");
- un pronome dimostrativo ("questo", "quello", ecc.).

Anche in italiano, comunque, è possibile cominciare un periodo (dopo il punto fermo) con un pronome relativo.
Tipiche espressioni in cui ricorre il nesso relativo sono: qua re, quam ob rem, qua de causa, propter quam causam, che significano tutti ("e") per questo motivo.
Esempi
- Spem reliquam nullam video salutis; quam ob rem te obsecro ut in perpetuum rempublicam dominatu regio liberes. (Cicerone)

Non vedo alcuna restante speranza di salvezza; e per questo motivo ti prego di liberare per sempre lo stato dalla dominazione dei re.
- Homines ab immortalibus ignem petebant; quem Prometheus in ferula detulit in terras hominibusque donavit. (Igino)

Gli uomini chiedevano il fuoco agli dei; e Prometeo in una canna lo portò sulla terra e lo donò agli uomini.

## Esempi
- Quae omnia fere Gallis incognita erant. (Cesare)
Ma tutto ciò era per lo più sconosciuto ai Galli.
- Cuius principio anni legati ex Volscis Romam venerunt. (Livio)
E all'inizio di quell’anno vennero a Roma alcuni ambasciatori da parte dei Volsci.
- Quae cum ita sint...
Stando così le cose...